# 長野県道454号浅間温泉三才山線
長野県道454号浅間温泉三才山線（ながのけんどう454ごう あさまおんせんみさやません）は、長野県松本市を走る一般県道。長野県道に複数存在する、『認定告示のみで、区域決定の告示のされていない路線』の一つ　。

## 概要

### 路線データ（予定）
- 起点：松本市浅間温泉（長野県道282号浅間河添線交点）
- 終点：松本市三才山（国道254号交点）

## 通過する自治体
- 松本市

## 交差・接続する道路
- 長野県道282号浅間河添線 - 松本市浅間温泉（起点）
- 国道254号 - 松本市三才山（終点）